# Liste des batailles de la guerre de la Première Coalition
Cet article recense les sièges, batailles terrestres et navales de la guerre de la première coalition (20 avril 1792–18 octobre 1797). 
- Les insurrections contre-révolutionnaires (Soulèvement de Lyon)
- La campagne de Flandre
- La campagne du Rhin
- La campagne d'Italie
- La campagne méditerranéenne
- La guerre du Roussillon
- La campagne des Antilles
- L'invasion de la Corse
- La campagne atlantique de mai 1794
- La Campagne du Rhin de 1795 (en)
- l'expédition de Quiberon
- Les campagnes maritimes de 1795 et 1796
- La campagne de Montenotte (en)

| Date                                                                                        | Bataille                                                   | Front                                                                                    | Forces françaises et alliées                                | Forces de la coalition | Victoire où défaite française                                           |
| ------------------------------------------------------------------------------------------- | ---------------------------------------------------------- | ---------------------------------------------------------------------------------------- | ----------------------------------------------------------- | --- | ----------------------------------------------------------------------- |
| 28 avril 1792                                                                               | Prise de Porrentruy                                        | Campagne du Rhin                                                                         | Royaume de France                                           | Monarchie de Habsbourg | Victoire                                                                |
| 29 avril 1792                                                                               | Combat de Marquain                                         | Campagne de Flandre                                                                      | Royaume de France                                           | Monarchie de Habsbourg | Défaite                                                                 |
| 29 et 30 avril 1792                                                                         | Combat de Quiévrain                                        | Campagne de Flandre                                                                      | Royaume de France                                           | Monarchie de Habsbourg | Défaite                                                                 |
| 23 juin 1792                                                                                | Bataille de Harelbeke                                      | Campagne de Flandre                                                                      | Royaume de France                                           | Monarchie de Habsbourg | Défaite                                                                 |
| 10 août 1792                                                                                | Journée du 10 août 1792                                    | Révolution française                                                                     | Républicains                                                | Royalistes | Victoire des Républicains                                               |
| du 19 au 23 août 1792                                                                       | Siège de Longwy                                            | Campagne du Rhin                                                                         | Royaume de France                                           | Royaume de Prusse | Défaite                                                                 |
| du 24 août 1792 au 16 octobre 1792                                                          | Siège de Thionville                                        | Campagne du Rhin                                                                         | Royaume de France puis au 21 septembre République française | Royaume de Prusse Monarchie de Habsbourg Armée des émigrés                                                                     | Victoire                                                                |
| 29 août 1792                                                                                | Bataille de Verdun                                         | Campagne du Rhin                                                                         | Royaume de France                                           | Royaume de Prusse | Défaite                                                                 |
| 20 septembre 1792                                                                           | Bataille de Valmy                                          | Campagne du Rhin                                                                         | Royaume de France                                           | Royaume de Prusse Monarchie de Habsbourg Armée des émigrés                                                                     | Victoire Abolition de la royauté le lendemain.                          |
| 12 septembre 1792                                                                           | Premier combat de La Croix-aux-Bois                        | Campagne de Flandre                                                                      | République française                                        | Monarchie de Habsbourg Armée des émigrés                                                                                       | Défaite                                                                 |
| 14 septembre 1792                                                                           | Deuxième combat de La Croix-aux-Bois                       | Campagne de Flandre                                                                      | République française                                        | Monarchie de Habsbourg Armée des émigrés                                                                                       | Défaite                                                                 |
| du 29 septembre 1792 au 8 octobre 1792                                                      | Siège de Lille                                             | Campagne de Flandre                                                                      | République française Légion belge                           | Monarchie de Habsbourg | Victoire                                                                |
| 28 septembre 1792 (7 vendémiaire de l'an I)                                                 | Prise de Nice                                              | campagne d'Italie                                                                        | République française                                        | Royaume de Sardaigne | Victoire                                                                |
| 30 septembre 1792 (9 vendémiaire de l'an I)                                                 | Prise de Villefranche-sur-Mer                              | campagne d'Italie                                                                        | République française                                        | Royaume de Sardaigne | Victoire                                                                |
| du 19 au 21 octobre 1792                                                                    | Siège de Mayence                                           | Campagne du Rhin                                                                         | République française                                        | Électorat de Mayence | Victoire                                                                |
| 22 octobre 1792                                                                             | Reprise de Longwy                                          | Campagne du Rhin                                                                         | République française                                        | Royaume de Prusse | Victoire                                                                |
| 23 octobre 1792                                                                             | Prise de Francfort (ru)                                    | Campagne du Rhin                                                                         | République française                                        | Ville libre de Francfort | Victoire                                                                |
| 6 novembre 1792                                                                             | Bataille de Jemappes                                       | Campagne de Flandre                                                                      | République française                                        | Monarchie de Habsbourg | Victoire                                                                |
| 9 novembre 1792                                                                             | Combat de Limbourg                                         | Campagne du Rhin                                                                         | République française                                        | Royaume de Prusse | Victoire                                                                |
| 13 novembre 1792                                                                            | Combat d'Anderlecht                                        | Campagne de Flandre                                                                      | République française                                        | Monarchie de Habsbourg | Victoire                                                                |
| 17 novembre 1792 (27 brumaire de l'an I)                                                    | Prise de Malines                                           | Campagne de Flandre                                                                      | République française                                        | Monarchie de Habsbourg | Victoire                                                                |
| du 21 novembre 1792 au 2 décembre 1792                                                      | Siège de Namur                                             | Campagne de Flandre                                                                      | République française                                        | Monarchie de Habsbourg | Victoire                                                                |
| 2 décembre 1792                                                                             | Reprise de Francfort (ru)                                  | Campagne du Rhin                                                                         | République française                                        | Royaume de Prusse | Défaite                                                                 |
| du 21 décembre 1792 au 25 mai 1793                                                          | Expédition de Sardaigne                                    | Campagne méditerranéenne                                                                 | République française                                        | Royaume de Sardaigne | Défaite Le 21 janvier 1793 (2 pluviôse de l'an I) Louis XVI est exécuté |
| du 6 février 1793 au 2 mars 1793                                                            | Siège de Maastricht                                        | Campagne de Flandre                                                                      | République française                                        | Provinces-Unies Monarchie de Habsbourg Royaume de Prusse Armée des émigrés                                                     | Défaite                                                                 |
| du 21 février 1793 au 27 février 1793                                                       | Siège de Breda                                             | Campagne de Flandre                                                                      | République française                                        | Provinces-Unies | Victoire                                                                |
| 1er mars 1793                                                                               | Première bataille d'Aldenhoven                             | Campagne de Flandre                                                                      | République française                                        | Monarchie de Habsbourg | Défaite                                                                 |
| 18 mars 1793                                                                                | Bataille de Neerwinden                                     | Campagne de Flandre                                                                      | République française                                        | Provinces-Unies Monarchie de Habsbourg                                                                                         | Défaite                                                                 |
| du 8 avril 1793 au 12 juillet 1793                                                          | Siège de Condé                                             | Campagne de Flandre                                                                      | République française                                        | Provinces-Unies Monarchie de Habsbourg Armée des émigrés                                                                       | Défaite                                                                 |
| du 14 avril 1793 au 23 juillet 1793                                                         | Siège de Mayence                                           | Campagne du Rhin                                                                         | République française                                        | Monarchie de Habsbourg Royaume de Prusse Électorat de Saxe Hesse-Darmstadt Hesse-Cassel Duché de Saxe-Weimar Électorat palatin | Défaite                                                                 |
| 20 avril 1793 (1er floréal de l'an I)                                                       | Bataille de Céret                                          | Guerre du Roussillon                                                                     | République française                                        | Royaume d'Espagne | Défaite                                                                 |
| 1er mai 1793                                                                                | Bataille de Quiévrain                                      | Campagne de Flandre                                                                      | Royaume de France                                           | Monarchie de Habsbourg Provinces-Unies                                                                                         | Défaite                                                                 |
| 8 mai 1793                                                                                  | Bataille de Raismes                                        | Campagne de Flandre                                                                      | République française                                        | Monarchie de Habsbourg Royaume de Prusse Royaume de Grande-Bretagne                                                            | Défaite                                                                 |
| 19 mai 1793                                                                                 | Bataille du Mas Deu                                        | Guerre du Roussillon                                                                     | République française                                        | Royaume d'Espagne | Défaite                                                                 |
| 23 mai 1793                                                                                 | Bataille de Famars                                         | Campagne de Flandre                                                                      | République française                                        | Monarchie de Habsbourg Royaume de Grande-Bretagne Électorat de Brunswick-Lunebourg                                             | Défaite                                                                 |
| du 25 mai 1793 au 24 juin 1793                                                              | Siège du fort de Bellegarde                                | Guerre du Roussillon                                                                     | République française                                        | Royaume d'Espagne Armée des émigrés                                                                                            | Défaite                                                                 |
| 31 mai 1793 (12 prairial de l'an I)                                                         | 2e bataille de Furnes                                      | Campagne de Flandre                                                                      | République française                                        | Monarchie de Habsbourg | Victoire                                                                |
| du 8 au 12 juin 1793                                                                        | Première bataille de Saorge (en)                           | campagne d'Italie                                                                        | République française                                        | Monarchie de Habsbourg Royaume de Sardaigne                                                                                    | Victoire                                                                |
| 9 juin 1793                                                                                 | Bataille de Famars                                         | Campagne de Flandre                                                                      | République française                                        | Monarchie de Habsbourg | Victoire                                                                |
| 9 juin 1793                                                                                 | Bataille d'Arlon                                           | Campagne de Flandre                                                                      | République française                                        | Monarchie de Habsbourg | Victoire                                                                |
| du 13 juin 1793 au 28 juillet 1793                                                          | Siège de Valenciennes                                      | Campagne de Flandre                                                                      | République française                                        | Monarchie de Habsbourg Royaume de Grande-Bretagne Électorat de Brunswick-Lunebourg                                             | Défaite                                                                 |
| 24 juin 1793                                                                                | Prise de San Pietro et Sant'Antioco                        | campagne d'Italie                                                                        | République française                                        | Royaume d'Espagne | Défaite                                                                 |
| 13 juillet 1793                                                                             | Bataille de Brécourt                                       | Insurrections contre-révolutionnaires                                                    | Républicains de Paris Républicains de Vernon                | Fédéralistes de Normandie Fédéralistes de Bretagne                                                                             | Victoire des Républicains                                               |
| 17 juillet 1793                                                                             | Bataille de Perpignan                                      | Guerre du Roussillon                                                                     | République française                                        | Royaume d'Espagne Armée des émigrés                                                                                            | Victoire                                                                |
| 7 et 8 août 1793                                                                            | Bataille du Camp de César (en)                             | Campagne de Flandre                                                                      | République française                                        | Monarchie de Habsbourg Royaume de Grande-Bretagne Électorat de Brunswick-Lunebourg                                             | Défaite                                                                 |
| du 9 août 1793 au 9 octobre 1793                                                            | Siège de Lyon                                              | Insurrections contre-révolutionnaires Soulèvement de Lyon contre la Convention nationale | Républicains                                                | Royalistes Fédéralistes | Victoire des Républicains                                               |
| du 11 août 1793 au 16 août 1793                                                             | Soulèvement de Marseille contre la Convention nationale    | Insurrections contre-révolutionnaires                                                    | Républicains                                                | Royalistes Fédéralistes | Victoire des Républicains                                               |
| 17 août 1793                                                                                | Bataille de Lincelles (en)                                 | Campagne de Flandre                                                                      | République française                                        | Royaume de Grande-Bretagne Provinces-Unies                                                                                     | Défaite                                                                 |
| du 20 août 1793 au 23 décembre 1793                                                         | Siège de Landau                                            | Campagne du Rhin                                                                         | République française                                        | Royaume de Prusse | Victoire                                                                |
| du 24 août 1793 au 8 septembre 1793                                                         | Siège de Dunkerque                                         | Campagne de Flandre                                                                      | République française                                        | Royaume de Grande-Bretagne Monarchie de Habsbourg Électorat de Brunswick-Lunebourg Hesse-Cassel                                | Victoire                                                                |
| du 28 août 1793 au 13 septembre 1793                                                        | Premier siège du Quesnoy                                   | Campagne de Flandre                                                                      | République française                                        | Monarchie de Habsbourg Armée des émigrés                                                                                       | Défaite                                                                 |
| du 29 août 1793 au 19 décembre 1793                                                         | Siège de Toulon                                            | campagne méditerranéenne                                                                 | République française                                        | Royalistes Fédéralistes Royaume de Grande-Bretagne Royaume d'Espagne Royaume de Sardaigne Royaume de Naples Royaume de Sicile  | Victoire                                                                |
| du 6 au 8 septembre 1793                                                                    | Bataille de Hondschoote                                    | Campagne de Flandre                                                                      | République française                                        | Royaume de Grande-Bretagne Monarchie de Habsbourg Électorat de Brunswick-Lunebourg Hesse-Cassel                                | Victoire                                                                |
| 12 septembre 1793                                                                           | Bataille d'Avesnes-le-Sec (en)                             | Campagne de Flandre                                                                      | République française                                        | Monarchie de Habsbourg | Défaite                                                                 |
| 12 et 13 septembre 1793                                                                     | Bataille de Menin                                          | Campagne de Flandre                                                                      | République française                                        | Monarchie de Habsbourg Provinces-Unies                                                                                         | Victoire                                                                |
| 13 septembre 1793                                                                           | Bataille de Méribel                                        | Campagne d'Italie                                                                        | République française                                        | Royaume de Sardaigne | Victoire                                                                |
| 14 septembre 1793                                                                           | Bataille de Pirmasens                                      | Campagne du Rhin                                                                         | République française                                        | Royaume de Prusse | Défaite                                                                 |
| 15 septembre 1793                                                                           | Bataille de Courtrai (en)                                  | Campagne de Flandre                                                                      | République française                                        | Monarchie de Habsbourg Provinces-Unies                                                                                         | Défaite                                                                 |
| 15 septembre 1793                                                                           | Bataille d'Epierre (en)                                    | Campagne d'Italie                                                                        | République française                                        | Royaume de Sardaigne | Victoire                                                                |
| 17 septembre 1793                                                                           | Bataille de Peyrestortes                                   | Guerre du Roussillon                                                                     | République française                                        | Royaume d'Espagne | Victoire                                                                |
| 22 septembre 1793                                                                           | Bataille de Trouillas                                      | Guerre du Roussillon                                                                     | République française                                        | Royaume d'Espagne | Défaite                                                                 |
| du 30 septembre 1793 au 16 octobre 1793                                                     | Siège de Maubeuge                                          | Campagne de Flandre                                                                      | République française                                        | Monarchie de Habsbourg Provinces-Unies                                                                                         | Victoire                                                                |
| 3 octobre 1793                                                                              | Bataille de Bergzabern                                     | Campagne du Rhin                                                                         | République française                                        | Royaume de Prusse Armée des émigrés                                                                                            | Défaite                                                                 |
| 13 octobre 1793                                                                             | Prise des lignes de la Lauter                              | Campagne du Rhin                                                                         | République française                                        | Monarchie de Habsbourg Hesse-Cassel Armée des émigrés                                                                          | Défaite                                                                 |
| 13 octobre 1793                                                                             | Première bataille de Wissembourg                           | Campagne du Rhin                                                                         | République française                                        | Monarchie de Habsbourg Hesse-Cassel Armée des émigrés                                                                          | Défaite                                                                 |
| du 13 15 octobre 1793                                                                       | Première bataille du Boulou                                | Guerre du Roussillon                                                                     | République française                                        | Royaume d'Espagne | Défaite                                                                 |
| du 14 octobre 1793 au 14 novembre 1793                                                      | Siège de Fort-Louis (en)                                   | Campagne du Rhin                                                                         | République française                                        | Monarchie de Habsbourg Hesse-Cassel Électorat de Bavière                                                                       | Défaite                                                                 |
| 15 et 16 octobre 1793                                                                       | Bataille de Wattignies                                     | Campagne de Flandre                                                                      | République française                                        | Monarchie de Habsbourg Provinces-Unies                                                                                         | Victoire                                                                |
| 9 octobre 1793                                                                              | Bataille de Gilette                                        | campagne d'Italie                                                                        | République française                                        | Monarchie de Habsbourg Royaume de Sardaigne                                                                                    | Victoire                                                                |
| 21 octobre 1793 (30 vendémiaire de l'an II)                                                 | 3e bataille de Furnes                                      | Campagne de Flandre                                                                      | République française                                        | Monarchie de Habsbourg | Victoire                                                                |
| du 24 octobre 1793 (3 brumaire de l'an II) au 29 octobre 1793 (8 brumaire de l'an II)       | Siège de Nieuport                                          | Campagne de Flandre                                                                      | République française                                        | Royaume de Grande-Bretagne Landgraviat de Hesse-Darmstadt                                                                      | Victoire                                                                |
| 15 et 16 novembre 1793                                                                      | Bataille de Farinole                                       | Invasion de la Corse                                                                     | République française                                        | Royaume de Grande-Bretagne Royaume de Corse                                                                                    | Victoire                                                                |
| 17 novembre 1793                                                                            | Bataille de Biesingen (en)                                 | Campagne du Rhin                                                                         | République française                                        | Royaume de Prusse | Défaite                                                                 |
| du 18 novembre 1793 au 22 décembre 1793                                                     | Bataille de Haguenau (en)                                  | Campagne du Rhin                                                                         | République française                                        | Royaume de Prusse Hesse-Cassel Électorat de Bavière Armée des émigrés                                                          | Victoire                                                                |
| du 28 novembre 1793 au 30 novembre 1793                                                     | Première bataille de Kaiserslautern                        | Campagne du Rhin                                                                         | République française                                        | Royaume de Prusse Électorat de Saxe                                                                                            | Victoire                                                                |
| 29 novembre 1793                                                                            | Combat de la Cayde                                         | Guerre du Roussillon                                                                     | République française                                        | Royaume d'Espagne | Victoire                                                                |
| 2 décembre 1793                                                                             | Bataille de Berstheim                                      | Campagne du Rhin                                                                         | République française                                        | Armée des princes | Victoire                                                                |
| du 18 décembre 1793 au 22 décembre 1793                                                     | Bataille de Froeschwiller (en)                             | Campagne du Rhin                                                                         | République française                                        | Monarchie de Habsbourg | Victoire                                                                |
| du 20 décembre 1793 au 23 décembre 1793                                                     | Bataille de Collioure (en)                                 | Guerre du Roussillon                                                                     | République française                                        | Royaume d'Espagne | Victoire                                                                |
| 23 décembre 1793                                                                            | Bataille de Wœrth                                          | Campagne du Rhin                                                                         | République française                                        | Monarchie de Habsbourg | Victoire                                                                |
| du 26 décembre 1793 au 29 décembre 1793                                                     | Deuxième bataille de Wissembourg                           | Campagne du Rhin                                                                         | République française                                        | Monarchie de Habsbourg Royaume de Prusse Hesse-Cassel Électorat de Bavière Armée des émigrés                                   | Victoire                                                                |
| 5 février 1794                                                                              | Bataille du camp des Sans Culottes                         | Guerre du Roussillon                                                                     | République française                                        | Royaume d'Espagne | Victoire                                                                |
| du 5 février 1794 au 24 mars 1794                                                           | Prise de la Martinique                                     | Campagne des Antilles                                                                    | République française                                        | Royaume de Grande-Bretagne | Défaite                                                                 |
| du 7 février 1794 au 10 août 1794                                                           | Invasion de la Corse                                       | campagne méditerranéenne                                                                 | République française                                        | Royaume de Grande-Bretagne Royaume de Corse                                                                                    | Défaite                                                                 |
| du 7 février 1794 au 18 février 1794                                                        | Siège de Saint-Florent                                     | Invasion de la Corse                                                                     | République française                                        | Royaume de Grande-Bretagne Royaume de Corse                                                                                    | Défaite                                                                 |
| 29 mars 1794                                                                                | Bataille du Cateau (en)                                    | Campagne de Flandre                                                                      | République française                                        | Monarchie de Habsbourg | Défaite                                                                 |
| du 4 avril 1794 au 19 mai 1794                                                              | Siège de Bastia                                            | Invasion de la Corse                                                                     | République française                                        | Royaume de Grande-Bretagne Royaume de Corse                                                                                    | Défaite                                                                 |
| 7 avril 1794                                                                                | Combat de Bellver                                          | Guerre du Roussillon                                                                     | République française                                        | Royaume d'Espagne | Victoire                                                                |
| 10 avril 1794                                                                               | Combat d'Urgell                                            | Guerre du Roussillon                                                                     | République française                                        | Royaume d'Espagne | Victoire                                                                |
| du 11 avril 1794 au 10 décembre 1794                                                        | Invasion de la Guadeloupe                                  | Campagne des Antilles                                                                    | République française                                        | Royaume de Grande-Bretagne | Victoire                                                                |
| 17 et 18 avril 1794                                                                         | Combats d'Arlon                                            | Campagne de Flandre                                                                      | République française                                        | Monarchie de Habsbourg | Victoire                                                                |
| du 17 au 30 avril 1794                                                                      | 1er siège de Landrecies                                    | Campagne de Flandre                                                                      | République française                                        | Monarchie de Habsbourg Provinces-Unies                                                                                         | Défaite                                                                 |
| 24 avril 1794                                                                               | Bataille de Villers-en-Cauchies (en)                       | Campagne de Flandre                                                                      | République française                                        | Monarchie de Habsbourg Royaume de Grande-Bretagne                                                                              | Défaite                                                                 |
| du 24 au 28 avril 1794                                                                      | Deuxième bataille de Saorge                                | Campagne d'Italie                                                                        | République française                                        | Monarchie de Habsbourg Royaume de Sardaigne                                                                                    | Défaite                                                                 |
| 26 avril 1794                                                                               | Bataille de Beaumont (en)                                  | Campagne de Flandre                                                                      | République française                                        | Monarchie de Habsbourg Royaume de Grande-Bretagne                                                                              | Défaite                                                                 |
| 28 et 29 avril 1794                                                                         | Bataille de Mouscron                                       | Campagne de Flandre                                                                      | République française                                        | Monarchie de Habsbourg Électorat de Brunswick-Lunebourg Hesse-Cassel Armée des émigrés                                         | Victoire                                                                |
| du 30 avril 1794 au 1er mai 1794                                                            | Deuxième bataille du Boulou                                | Guerre du Roussillon                                                                     | République française                                        | Royaume d'Espagne | Victoire                                                                |
| 6 mai 1794                                                                                  | Premier combat de Saint-Laurent-de-la-Mouga                | Guerre du Roussillon                                                                     | République française                                        | Royaume d'Espagne | Victoire                                                                |
| du 6 au 29 mai 1794                                                                         | Siège de Collioure (en)                                    | Guerre du Roussillon                                                                     | République française                                        | Royaume d'Espagne | Victoire                                                                |
| 7 mai 1794                                                                                  | Bataille navale du 7 mai 1794 (en)                         | Campagne atlantique de mai 1794                                                          | République française                                        | Royaume de Grande-Bretagne | Défaite                                                                 |
| 10 mai 1794                                                                                 | Bataille de Willems (en)                                   | Campagne de Flandre                                                                      | République française                                        | Monarchie de Habsbourg Royaume de Grande-Bretagne Électorat de Brunswick-Lunebourg Landgraviat de Hesse-Darmstadt              | Défaite                                                                 |
| 10 mai 1794                                                                                 | Siège de Thuin                                             | Campagne de Flandre                                                                      | République française                                        | Monarchie de Habsbourg | Victoire                                                                |
| 11 mai 1794                                                                                 | Bataille de Courtrai                                       | Campagne de Flandre                                                                      | République française                                        | Monarchie de Habsbourg Royaume de Grande-Bretagne Électorat de Brunswick-Lunebourg Landgraviat de Hesse-Darmstadt              | Victoire                                                                |
| 13 mai 1794                                                                                 | Bataille de Grand-Reng                                     | Campagne de Flandre                                                                      | République française                                        | Monarchie de Habsbourg Royaume de Grande-Bretagne Électorat de Brunswick-Lunebourg                                             | Défaite                                                                 |
| 18 mai 1794                                                                                 | Bataille de Tourcoing                                      | Campagne de Flandre                                                                      | République française                                        | Monarchie de Habsbourg Royaume de Grande-Bretagne Électorat de Brunswick-Lunebourg                                             | Victoire                                                                |
| du 20 au 24 mai 1794                                                                        | Bataille d'Erquelinnes (en)                                | Campagne de Flandre                                                                      | République française                                        | Monarchie de Habsbourg Provinces-Unies                                                                                         | Défaite                                                                 |
| 22 mai 1794                                                                                 | Bataille de Tournai                                        | Campagne de Flandre                                                                      | République française                                        | Monarchie de Habsbourg Royaume de Grande-Bretagne Électorat de Brunswick-Lunebourg                                             | Défaite                                                                 |
| 23 mai 1794                                                                                 | Deuxième bataille de Kaiserslautern (en)                   | Campagne du Rhin                                                                         | République française                                        | Monarchie de Habsbourg Royaume de Prusse Électorat de Saxe Électorat de Bavière                                                | Défaite                                                                 |
| 28 mai 1794                                                                                 | Bataille navale du 28 mai 1794                             | Campagne atlantique de mai 1794                                                          | République française                                        | Royaume de Grande-Bretagne | Défaite                                                                 |
| 29 mai 1794                                                                                 | Bataille navale du 29 mai 1794 (en)                        | Campagne atlantique de mai 1794                                                          | République française                                        | Royaume de Grande-Bretagne Provinces-Unies                                                                                     | Défaite                                                                 |
| 1er juin 1794                                                                               | Bataille du 13 prairial an II                              | Campagne atlantique de mai 1794                                                          | République française                                        | Royaume de Grande-Bretagne | Victoire                                                                |
| du 1er au 18 juin 1794                                                                      | Siège d'Ypres (en)                                         | Campagne de Flandre                                                                      | République française                                        | Monarchie de Habsbourg Électorat de Brunswick-Lunebourg Hesse-Cassel                                                           | Victoire                                                                |
| 3 juin 1794                                                                                 | Bataille de Gosselies (en) où bataille de Charleroi        | Campagne de Flandre                                                                      | République française                                        | Monarchie de Habsbourg Provinces-Unies                                                                                         | Défaite                                                                 |
| 3 juin 1794                                                                                 | Bataille des Aldudes                                       | Guerre du Roussillon                                                                     | République française                                        | Royaume d'Espagne | Victoire                                                                |
| du 10 au 13 juin 1794                                                                       | Bataille de Hooglede                                       | Campagne de Flandre                                                                      | République française                                        | Monarchie de Habsbourg | Victoire                                                                |
| 16 juin 1794                                                                                | Bataille de Lambusart (en)                                 | Campagne de Flandre                                                                      | République française                                        | Monarchie de Habsbourg Provinces-Unies                                                                                         | Défaite                                                                 |
| du 19 juin 1794 au 10 août 1794                                                             | Siège de Calvi                                             | Invasion de la Corse                                                                     | République française                                        | Royaume de Grande-Bretagne Royaume de Corse                                                                                    | Défaite                                                                 |
| du 19 au 25 juin 1794                                                                       | Siège de Charleroi                                         | Campagne de Flandre                                                                      | République française                                        | Monarchie de Habsbourg | Victoire                                                                |
| 26 juin 1794                                                                                | Bataille de Fleurus                                        | Campagne de Flandre                                                                      | République française                                        | Monarchie de Habsbourg Provinces-Unies Électorat de Brunswick-Lunebourg Royaume de Grande-Bretagne                             | Victoire                                                                |
| du 9 au 19 juillet 1794                                                                     | 2e siège de Landrecies                                     | Campagne de Flandre                                                                      | République française                                        | Monarchie de Habsbourg | Victoire                                                                |
| du 13 au 17 juillet 1794                                                                    | Bataille de Trippstadt (en)                                | Campagne du Rhin                                                                         | Royaume de France                                           | Monarchie de Habsbourg Royaume de Prusse                                                                                       | Victoire                                                                |
| 15 juillet 1794 (27 messidor de l'an II)                                                    | Prise de Malines                                           | Campagne de Flandre                                                                      | République française                                        | Monarchie de Habsbourg Provinces-Unies Royaume de Grande-Bretagne                                                              | Victoire                                                                |
| du 19 juillet 1794 au 15 août 1794                                                          | Deuxième siège du Quesnoy                                  | Campagne de Flandre                                                                      | République française                                        | Monarchie de Habsbourg | Victoire                                                                |
| 24 juillet 1794                                                                             | Combat dans la vallée de Bastan                            | Guerre du Roussillon                                                                     | République française                                        | Royaume d'Espagne Émigrés | Victoire                                                                |
| 13 août 1794 (26 thermidor de l'an II)                                                      | Deuxième combat de Saint-Laurent-de-la-Mouga               | Guerre du Roussillon                                                                     | République française                                        | Royaume d'Espagne | Victoire                                                                |
| du 23 au 27 août 1794                                                                       | Siège de Valenciennes                                      | Campagne de Flandre                                                                      | République française                                        | Monarchie de Habsbourg | Victoire                                                                |
| 30 août 1794                                                                                | Siège de Condé                                             | Campagne de Flandre                                                                      | République française                                        | Monarchie de Habsbourg | Victoire                                                                |
| 14 et 15 septembre 1794                                                                     | Bataille de Boxtel (en)                                    | Campagne de Flandre                                                                      | République française                                        | Monarchie de Habsbourg Provinces-Unies                                                                                         | Victoire                                                                |
| 17 et 18 septembre 1794                                                                     | Bataille de Sprimont                                       | Campagne de Flandre                                                                      | République française                                        | Monarchie de Habsbourg | Victoire                                                                |
| du 19 septembre 1794 au 4 novembre 1794                                                     | Siège de Maastricht                                        | Campagne de Flandre                                                                      | République française                                        | Monarchie de Habsbourg | Victoire                                                                |
| 21 septembre 1794                                                                           | Première bataille de Dego                                  | Campagne d'Italie                                                                        | République française                                        | Monarchie de Habsbourg Royaume de Sardaigne                                                                                    | Victoire                                                                |
| du 23 septembre 1794 au 5 octobre 1794                                                      | Siège de Bois-le-Duc                                       | Campagne de Flandre                                                                      | République française                                        | Provinces-Unies | Victoire                                                                |
| 2 octobre 1794                                                                              | Deuxième bataille d'Aldenhoven                             | Campagne de Flandre                                                                      | République française                                        | Monarchie de Habsbourg | Victoire                                                                |
| de début octobre au 27 octobre 1794                                                         | Siège de Venlo                                             | Campagne de Flandre                                                                      | République française                                        | Provinces-Unies | Victoire                                                                |
| du 15 au 17 octobre 1794 (26 vendémiaire de l'an III)                                       | Bataille d'Orbaizeta                                       | Guerre du Roussillon                                                                     | République française                                        | Royaume d'Espagne | Victoire                                                                |
| 19 octobre 1794                                                                             | Battle of Puiflijk (en)                                    | Campagne de Flandre                                                                      | République française                                        | Royaume de Grande-Bretagne Armée des émigrés                                                                                   | Victoire                                                                |
| du 27 octobre 1794 au 19 octobre 1794                                                       | Siège de Nimègue (en)                                      | Campagne de Flandre                                                                      | République française                                        | Royaume de Grande-Bretagne Provinces-Unies Électorat de Brunswick-Lunebourg Hesse-Cassel                                       | Victoire                                                                |
| du 17 novembre 1794 (27 brumaire de l'an III) au 20 novembre 1794 (30 brumaire de l'an III) | Bataille de la Sierra Negra                                | Guerre du Roussillon                                                                     | République française                                        | Royaume d'Espagne | Victoire                                                                |
| du 22 novembre 1794 au 7 juin 1795                                                          | Siège de Nimègue (en)                                      | Campagne de Flandre                                                                      | République française                                        | Royaume de Grande-Bretagne Provinces-Unies Électorat de Brunswick-Lunebourg Hesse-Cassel Monarchie de Habsbourg                | Victoire                                                                |
| du 28 novembre 1794 (8 frimaire de l'an III) au 4 février 1795 (16 pluviôse de l'an III)    | Siège de Roses                                             | Guerre du Roussillon                                                                     | République française                                        | Royaume d'Espagne | Victoire                                                                |
| 23 janvier 1795                                                                             | Capture de la flotte hollandaise au Helder                 | Campagne de Flandre                                                                      | République française                                        | Provinces-Unies | Victoire                                                                |
| 14 février 1795                                                                             | Combat du golfe de Rosas                                   | Guerre du Roussillon                                                                     | République française                                        | Royaume d'Espagne | Défaite                                                                 |
| 14 mars 1795                                                                                | Bataille de Gênes                                          | Campagne d'Italie                                                                        | République française                                        | Royaume de Grande-Bretagne Royaume de Naples                                                                                   | Défaite                                                                 |
| d'avril 1795 à janvier 1796                                                                 | Campagne du Rhin de 1795 (en)                              | Campagne du Rhin de 1795 (en)                                                            | République française                                        | Monarchie de Habsbourg | Défaite                                                                 |
| 5 mai 1795                                                                                  | Combat de Cistella                                         | Guerre du Roussillon                                                                     | République française                                        | Royaume d'Espagne | Victoire                                                                |
| 6 mai 1795                                                                                  | Combat de Bàscara                                          | Guerre du Roussillon                                                                     | République française                                        | Royaume d'Espagne | Indécise                                                                |
| 25 mai 1795                                                                                 | Combat de Pontós                                           | Guerre du Roussillon                                                                     | République française                                        | Royaume d'Espagne | Défaite                                                                 |
| 11 juin 1795                                                                                | Bataille de Pontós                                         | Guerre du Roussillon                                                                     | République française                                        | Royaume d'Espagne | Défaite                                                                 |
| 14 juin 1795                                                                                | Batailles de La Fluvià                                     | Guerre du Roussillon                                                                     | République française                                        | Royaume d'Espagne | Victoire                                                                |
| 23 juin 1795                                                                                | Expédition de Quiberon                                     | Expédition de Quiberon                                                                   | République française                                        | Royaume de Grande-Bretagne Chouans Armée des émigrés                                                                           | Victoire                                                                |
| 23 juin 1795                                                                                | Bataille de Groix                                          | Expédition de Quiberon                                                                   | République française                                        | Royaume de Grande-Bretagne | Défaite                                                                 |
| du 23 au 27 juin 1795                                                                       | Débarquement de Carnac                                     | Expédition de Quiberon                                                                   | République française                                        | Royaume de Grande-Bretagne Chouans Armée des émigrés                                                                           | Défaite                                                                 |
| 26 juin 1795                                                                                | Premier combat de Pontsal                                  | Expédition de Quiberon                                                                   | République française                                        | Chouans | Défaite                                                                 |
| 27 juin 1795                                                                                | Bataille du tumulus Saint-Michel                           | Expédition de Quiberon                                                                   | République française                                        | Chouans | Défaite                                                                 |
| 28 juin 1795                                                                                | Deuxième combat de Pontsal                                 | Expédition de Quiberon                                                                   | République française                                        | Chouans | Victoire                                                                |
| 29 et 30 juin 1795                                                                          | Bataille d'Auray                                           | Expédition de Quiberon                                                                   | République française                                        | Chouans | Victoire                                                                |
| du 30 juin au 1er juillet 1795                                                              | Première bataille de Landévant                             | Expédition de Quiberon                                                                   | République française                                        | Chouans | Défaite                                                                 |
| 3 juillet 1795                                                                              | Deuxième bataille de Landévant                             | Expédition de Quiberon                                                                   | République française                                        | Chouans | Victoire                                                                |
| du 1er au 3 juillet 1795                                                                    | Siège du fort Sans-Culotte                                 | Expédition de Quiberon                                                                   | République française                                        | Royaume de Grande-Bretagne Chouans Armée des émigrés                                                                           | Défaite                                                                 |
| 6 et 7 juillet 1795                                                                         | Bataille de Carnac                                         | Expédition de Quiberon                                                                   | République française                                        | Royaume de Grande-Bretagne Chouans Armée des émigrés                                                                           | Victoire                                                                |
| 8 juillet 1795                                                                              | Bataille de Sainte-Barbe                                   | Expédition de Quiberon                                                                   | République française                                        | Chouans Armée des émigrés | Victoire                                                                |
| 13 juillet 1795                                                                             | Bataille d'Elven                                           | Expédition de Quiberon                                                                   | République française                                        | Chouans Armée des émigrés | Victoire                                                                |
| 13 juillet 1795                                                                             | Bataille des îles d'Hyères                                 | Campagne méditerranéenne                                                                 | République française                                        | Royaume de Grande-Bretagne Royaume de Naples                                                                                   | Défaite                                                                 |
| 16 juillet 1795                                                                             | Bataille de Josselin                                       | Expédition de Quiberon                                                                   | République française                                        | Chouans Armée des émigrés | Victoire                                                                |
| 16 juillet 1795                                                                             | Bataille de Plouharnel                                     | Expédition de Quiberon                                                                   | République française                                        | Royaume de Grande-Bretagne Chouans Armée des émigrés                                                                           | Victoire                                                                |
| 16 juillet 1795                                                                             | Bataille de Pont-Aven                                      | Expédition de Quiberon                                                                   | République française                                        | Chouans | Victoire                                                                |
| 18 juillet 1795                                                                             | Bataille de Coëtlogon                                      | Expédition de Quiberon                                                                   | République française                                        | Chouans Armée des émigrés | Défaite                                                                 |
| 21 juillet 1795                                                                             | Bataille de Quintin                                        | Expédition de Quiberon                                                                   | République française                                        | Chouans Armée des émigrés | Défaite                                                                 |
| 21 juillet 1795                                                                             | Bataille de Quiberon                                       | Expédition de Quiberon                                                                   | République française                                        | Royaume de Grande-Bretagne Chouans Armée des émigrés                                                                           | Victoire                                                                |
| 22 août 1795                                                                                | Bataille navale du 22 août 1795 (en)                       | Campagne maritime de 1795                                                                | République batave                                           | Royaume de Grande-Bretagne | Victoire                                                                |
| 24 septembre 1795                                                                           | Bataille de Handschuhsheim                                 | Campagne du Rhin de 1795 (en)                                                            | République française                                        | Monarchie de Habsbourg | Défaite                                                                 |
| 5 octobre 1795                                                                              | Insurrection royaliste du 13 vendémiaire an IV             | Révolution française                                                                     | République française                                        | Royalistes | Victoire des Républicains                                               |
| 7 octobre 1795                                                                              | Bataille du convoi du Levant (en)                          | Campagne méditerranéenne                                                                 | République française                                        | Royaume de Grande-Bretagne | Victoire                                                                |
| 11 et 12 octobre 1795                                                                       | Bataille de Höchst (en)                                    | Campagne du Rhin de 1795 (en)                                                            | République française                                        | Monarchie de Habsbourg | Défaite                                                                 |
| 18 octobre 1795                                                                             | Bataille de Mannheim                                       | Campagne du Rhin de 1795 (en)                                                            | République française                                        | Monarchie de Habsbourg | Défaite                                                                 |
| du 18 octobre 1795 au 22 novembre 1795                                                      | Siège de Mannheim                                          | Campagne du Rhin de 1795 (en)                                                            | République française                                        | Monarchie de Habsbourg | Défaite                                                                 |
| 29 octobre 1795                                                                             | Bataille de Mayence                                        | Campagne du Rhin de 1795 (en)                                                            | République française                                        | Monarchie de Habsbourg | Défaite                                                                 |
| de octobre 1795 à septembre 1796                                                            | Blocus de Mayence                                          | Campagne du Rhin de 1795 (en)                                                            | République française                                        | Monarchie de Habsbourg | Défaite                                                                 |
| 10 novembre 1795                                                                            | Bataille de Pfeddersheim (en)                              | Campagne du Rhin de 1795 (en)                                                            | République française                                        | Monarchie de Habsbourg | Défaite                                                                 |
| 23 et 24 novembre 1795                                                                      | Bataille de Loano                                          | campagne d'Italie                                                                        | République française                                        | Monarchie de Habsbourg Royaume de Sardaigne                                                                                    | Victoire                                                                |
| du 10 avril 1796 au 28 avril 1796                                                           | Campagne de Montenotte (en)                                | Campagne de Montenotte (en)                                                              | République française                                        | Monarchie de Habsbourg Royaume de Sardaigne                                                                                    | Victoire                                                                |
| 10 avril 1796                                                                               | Bataille de Voltri (en)                                    | Campagne de Montenotte (en)                                                              | République française                                        | Monarchie de Habsbourg | Défaite                                                                 |
| 10 avril 1796 et 11 avril 1796                                                              | Bataille de Montenotte                                     | Campagne de Montenotte (en)                                                              | République française                                        | Monarchie de Habsbourg Royaume de Sardaigne                                                                                    | Victoire                                                                |
| 13 avril 1796 et 14 avril 1796                                                              | Bataille de Millesimo                                      | Campagne de Montenotte (en)                                                              | République française                                        | Monarchie de Habsbourg Royaume de Sardaigne                                                                                    | Victoire                                                                |
| 14 avril 1796 et 15 avril 1796                                                              | Deuxième bataille de Dego                                  | Campagne de Montenotte (en)                                                              | République française                                        | Monarchie de Habsbourg Royaume de Sardaigne                                                                                    | Victoire                                                                |
| 16 avril 1796                                                                               | Bataille de Ceva (en)                                      | Campagne de Montenotte (en)                                                              | République française                                        | Royaume de Sardaigne | Victoire                                                                |
| 21 avril 1796                                                                               | Bataille de Mondovi                                        | Campagne de Montenotte (en)                                                              | République française                                        | Royaume de Sardaigne | Victoire                                                                |
| du 7 mai 1796 au 9 mai 1796                                                                 | Bataille de Loano                                          | campagne d'Italie                                                                        | République française                                        | Monarchie de Habsbourg | Victoire                                                                |
| 10 mai 1796                                                                                 | Bataille du pont de Lodi                                   | campagne d'Italie                                                                        | République française                                        | Monarchie de Habsbourg | Victoire                                                                |
| 12 mai 1796                                                                                 | Combat du 12 mai 1796                                      | Campagne maritime de 1796                                                                | République batave                                           | Royaume de Grande-Bretagne | Défaite                                                                 |
| 30 mai 1796                                                                                 | Bataille de Borghetto                                      | campagne d'Italie                                                                        | République française                                        | Monarchie de Habsbourg | Victoire                                                                |
| du 1er juin 1796 au 21 juillet 1796                                                         | Premiers affrontements de la campagne du Rhin de 1796 (en) | Campagne du Rhin de 1796                                                                 | République française                                        | Monarchie de Habsbourg | Victoire                                                                |
| 1er juin 1796                                                                               | Bataille de Siegburg                                       | Campagne du Rhin de 1796                                                                 | République française                                        | Monarchie de Habsbourg | Victoire                                                                |
| 4 juin 1796                                                                                 | Bataille d'Altenkirchen                                    | Campagne du Rhin de 1796                                                                 | République française                                        | Monarchie de Habsbourg | Victoire                                                                |
| 15 juin 1796                                                                                | Bataille de Maudach (en)                                   | Campagne du Rhin de 1796                                                                 | République française                                        | Monarchie de Habsbourg | Victoire                                                                |
| 15 juin 1796                                                                                | Bataille de Wetzlar (en)                                   | Campagne du Rhin de 1796                                                                 | République française                                        | Monarchie de Habsbourg | Défaite                                                                 |
| 19 juin 1796                                                                                | Bataille de Kircheib (en)                                  | Campagne du Rhin de 1796                                                                 | République française                                        | Monarchie de Habsbourg | Défaite                                                                 |
| 24 et 25 juin 1796                                                                          | Première bataille de Kehl (en)                             | Campagne du Rhin de 1796                                                                 | République française                                        | Monarchie de Habsbourg | Victoire                                                                |
| du 4 juillet 1796 au 2 février 1797                                                         | Siège de Mantoue                                           | campagne d'Italie                                                                        | République française                                        | Monarchie de Habsbourg | Victoire                                                                |
| 5 juillet 1796                                                                              | Bataille de Rastatt                                        | Campagne du Rhin de 1796                                                                 | République française                                        | Monarchie de Habsbourg | Victoire                                                                |
| 9 juillet 1796                                                                              | Bataille d'Ettlingen (en)                                  | Campagne du Rhin de 1796                                                                 | République française                                        | Monarchie de Habsbourg Électorat de Saxe                                                                                       | Victoire                                                                |
| 10 juillet 1796                                                                             | Combat de Friedberg                                        | Campagne du Rhin de 1796                                                                 | République française                                        | Monarchie de Habsbourg | Victoire                                                                |
| du 3 août 1796 au 4 août 1796                                                               | Bataille de Lonato                                         | campagne d'Italie                                                                        | République française                                        | Monarchie de Habsbourg | Victoire                                                                |
| 5 août 1796                                                                                 | Bataille de Castiglione                                    | campagne d'Italie                                                                        | République française                                        | Monarchie de Habsbourg | Victoire                                                                |
| 6 août 1796                                                                                 | Bataille de Peschiera                                      | campagne d'Italie                                                                        | République française                                        | Monarchie de Habsbourg | Victoire                                                                |
| 9 août 1796                                                                                 | Bataille d'Altendorf                                       | Campagne du Rhin de 1796                                                                 | République française                                        | Monarchie de Habsbourg | Victoire                                                                |
| 11 août 1796                                                                                | Bataille de Neresheim                                      | Campagne du Rhin de 1796                                                                 | République française                                        | Monarchie de Habsbourg | Victoire                                                                |
| 19 août 1796 (2 fructidor de l'an IV)                                                       | Bataille de Sulzbach                                       | Campagne du Rhin de 1796                                                                 | République française                                        | Monarchie de Habsbourg | Victoire                                                                |
| 21 août 1796                                                                                | Combat d'Amberg                                            | Campagne du Rhin de 1796                                                                 | République française                                        | Monarchie de Habsbourg | Défaite                                                                 |
| 27 août 1796                                                                                | Combat de Friedberg                                        | Campagne du Rhin de 1796                                                                 | République française                                        | Monarchie de Habsbourg | Victoire                                                                |
| du 28 août 1796 au 5 septembre 1796                                                         | Expédition à Terre-Neuve                                   | Campagne maritime de 1796                                                                | République française Royaume d’Espagne                      | Royaume de Grande-Bretagne Colonie de Terre-Neuve                                                                              | Victoire                                                                |
| 3 septembre 1796                                                                            | Bataille de Wurtzbourg                                     | Campagne du Rhin de 1796                                                                 | République française                                        | Monarchie de Habsbourg | Défaite                                                                 |
| 4 septembre 1796                                                                            | Combat de Rovereto                                         | campagne d'Italie                                                                        | République française                                        | Monarchie de Habsbourg | Victoire                                                                |
| 7 septembre 1796 (21 fructidor de l'an IV)                                                  | Combat de Mainbourg                                        | Campagne du Rhin de 1796                                                                 | République française                                        | Monarchie de Habsbourg | Défaite                                                                 |
| 8 septembre 1796                                                                            | Première bataille de Bassano                               | campagne d'Italie                                                                        | République française                                        | Monarchie de Habsbourg | Victoire                                                                |
| du 16 au 19 septembre 1796                                                                  | Bataille de Limbourg (en)                                  | Campagne du Rhin de 1796                                                                 | République française                                        | Monarchie de Habsbourg | Défaite                                                                 |
| 18 septembre 1796                                                                           | Deuxième bataille de Kehl (en)                             | Campagne du Rhin de 1796                                                                 | République française                                        | Monarchie de Habsbourg | Indécise                                                                |
| 2 octobre 1796                                                                              | Bataille de Biberach                                       | Campagne du Rhin de 1796                                                                 | République française                                        | Monarchie de Habsbourg | Victoire                                                                |
| 19 octobre 1796                                                                             | Bataille d'Emmendingen                                     | Campagne du Rhin de 1796                                                                 | République française                                        | Monarchie de Habsbourg | Défaite                                                                 |
| du 19 au 22 octobre 1796                                                                    | Reconquête française de la Corse                           | Campagne méditerranéenne                                                                 | République française                                        | Royaume de Grande-Bretagne Royaume de Corse                                                                                    | Victoire                                                                |
| 24 octobre 1796                                                                             | Bataille de Schliengen                                     | Campagne du Rhin de 1796                                                                 | République française                                        | Monarchie de Habsbourg | Défaite                                                                 |
| du 26 octobre 1796 au 10 janvier 1797                                                       | Siège de Kehl                                              | Campagne du Rhin de 1796                                                                 | République française                                        | Monarchie de Habsbourg | Défaite                                                                 |
| 6 novembre 1796                                                                             | Deuxième bataille de Bassano (en)                          | campagne d'Italie                                                                        | République française                                        | Monarchie de Habsbourg | Défaite                                                                 |
| 6 et 7 novembre 1796                                                                        | Bataille de Calliano (en)                                  | campagne d'Italie                                                                        | République française                                        | Monarchie de Habsbourg | Défaite                                                                 |
| 6 et 7 novembre 1796                                                                        | Bataille de Caldiero                                       | campagne d'Italie                                                                        | République française                                        | Monarchie de Habsbourg | Défaite                                                                 |
| du 15 au 17 novembre 1796                                                                   | Bataille du pont d'Arcole                                  | campagne d'Italie                                                                        | République française                                        | Monarchie de Habsbourg | Victoire                                                                |
| du 27 novembre 1796 au 1er février 1797                                                     | Siège de Huningue (1796-1797)                              | Campagne du Rhin de 1796                                                                 | République française                                        | Monarchie de Habsbourg | Défaite                                                                 |
| du 15 au 30 décembre 1796                                                                   | Expédition d'Irlande                                       | Campagne maritime de 1796                                                                | République française Les Irlandais unis                     | Royaume de Grande-Bretagne | Défaite                                                                 |
| 13 janvier 1797                                                                             | Combat naval du 13 janvier 1797                            | Campagne maritime de 1797                                                                | République française                                        | Royaume de Grande-Bretagne | Défaite                                                                 |
| 14 et 15 janvier 1797                                                                       | Bataille de Rivoli                                         | campagne d'Italie                                                                        | République française                                        | Monarchie de Habsbourg | Victoire                                                                |
| 16 janvier 1797                                                                             | Bataille de La Favorite                                    | campagne d'Italie                                                                        | République française                                        | Monarchie de Habsbourg | Victoire                                                                |
| 4 février 1797                                                                              | Bataille de Faenza                                         | campagne d'Italie                                                                        | République française                                        | États pontificaux | Victoire                                                                |
| du 22 au 24 février 1797                                                                    | Bataille de Fishguard                                      | Campagne maritime de 1796                                                                | République française Légion Noire                           | Royaume de Grande-Bretagne | Victoire                                                                |
| 4 février 1797                                                                              | Bataille du passage du Tagliamento                         | campagne d'Italie                                                                        | République française                                        | Monarchie de Habsbourg | Victoire                                                                |
| 4 février 1797                                                                              | Bataille de Valvasone                                      | campagne d'Italie                                                                        | République française                                        | Monarchie de Habsbourg | Victoire                                                                |
| 14 février 1797                                                                             | Bataille du cap Saint-Vincent                              | Campagne maritime de 1797                                                                | Royaume d'Espagne                                           | Royaume de Grande-Bretagne | Défaite                                                                 |
| 20 mars 1797                                                                                | Expédition du Tyrol                                        | campagne d'Italie                                                                        | République française                                        | Monarchie de Habsbourg | Victoire                                                                |
| du 21 au 23 mars 1797                                                                       | Bataille de Tarvis                                         | campagne d'Italie                                                                        | République française                                        | Monarchie de Habsbourg | Victoire                                                                |
| du 17 au 25 avril 1797                                                                      | Pâques véronaises                                          | campagne d'Italie                                                                        | République française                                        | République de Venise | Victoire                                                                |
| 18 avril 1797                                                                               | Bataille de Neuwied                                        | Campagne du Rhin de 1796                                                                 | République française                                        | Monarchie de Habsbourg | Victoire                                                                |
| 20 et 21 avril 1797                                                                         | Bataille de Diersheim                                      | Campagne du Rhin de 1796                                                                 | République française                                        | Monarchie de Habsbourg | Victoire                                                                |
| du 22 au 25 juillet 1797                                                                    | Bataille de Santa Cruz de Tenerife                         | Campagne maritime de 1797                                                                | Royaume d'Espagne                                           | Royaume de Grande-Bretagne | Victoire                                                                |
| 11 octobre 1797                                                                             | Bataille de Camperdown                                     | Campagne maritime de 1797                                                                | République batave                                           | Royaume de Grande-Bretagne | Défaite                                                                 |